# Frans Pretorius
Frans Pretorius (né le 31 juillet 1973 à Johannesbourg) est un physicien sud-africain et canadien, spécialisé dans les simulations informatiques en astrophysique et les solutions numériques des équations de champs d'Einstein. Il est professeur de physique à l'université de Princeton et directeur de la Princeton Gravity Initiative.

## Biographie
Pretorius a obtenu un B.Sc. en génie informatique en 1996 et un M.Sc. en physique en 1999 à l'université de Victoria, pour une thèse intitulée Topics in Black Hole Physics supervisée par Werner Israel. Il a soutenu son Ph. D. intitulé Numerical simulations of gravitational collapse en 2002 sous la direction de Matthew Choptuik à l'université de la Colombie-Britannique. Pour sa thèse de doctorat sur la simulation numérique de l'effondrement gravitationnel, Pretorius a reçu le prix Nicholas Metropolis de 2003 de la Société américaine de physique. De 2002 à 2005, il a été boursier Richard Chase Tolman au California Institute of Technology. Il est ensuite devenu professeur assistant en 2005 à l'université de l'Alberta et en 2007 professeur à l'université de Princeton.

## Recherche
Les recherches de Pretorius portent sur les simulations numériques en théorie de la  relativité générale, en particulier sur l'effondrement gravitationnel, la collision et les fusions de trous noirs et l'émission consécutive d'ondes gravitationnelles. Il a développé de nouvelles méthodes de maillages adaptatifs, qui sont utilisées dans le raffinement de maillage adaptatif pour les systèmes couplés elliptiques-hyperboliques.
Pretorius a étudié numériquement les possibilités et les signatures de petits trous noirs dans des collisionneurs de particules tels que le Grand collisionneur de hadrons (LHC). Des trous noirs petits peuvent être formés dans des énergies de collision très élevées, l'énergie requise pourrait alors être inférieure d'un facteur 2,3  à ce que l'on supposait auparavant ; mais de telles énergies sont  très  au delà des capacités du LHC. Avec Abhay Ashtekar et Fethi Ramazanoğlu, Pretorius a étudié l'évaporation de trous noirs en 2D. Pretorius et ses collaborateurs ont étudié numériquement la collision à haute énergie de deux trous noirs.

## Récompenses et honneurs
Pretorius a été Sloan Fellow en 2010 et il a reçu en 2010 le Prix Aneesur Rahman de physique numérique. En 2011, il a été élu Fellow de l'American Physical Society. En 2017, il a reçu le prix des nouveaux horizons en physique  pour le développement du premier programme informatique capable de simuler le mouvement en spirale et la fusion de deux trous noirs ; en 2017, cinq autres physiciens de deux groupes différents se sont partagé le prix pour un travail effectué indépendamment de Pretorius. En 2013, il est un des récipiendaires du prix Blavatnik  de jeunes chercheurs.
En 2021, il a reçu, avec Alessandra Buonanno, Thibault Damour et Saul Teukolsky la Médaille Dirac du CIPT. En 2022, il est conférencier invité à délivrer une conférence plénière au congrès international des mathématiciens virtuel de Saint- Pétersbourg.

## Publications (sélection)
- Frans Pretorius, « Evolution of Binary Black-Hole Spacetimes », Physical Review Letters, vol. 95, no 12,‎ 14 septembre 2005, p. 121101 (DOI 10.1103/physrevlett.95.121101, arXiv gr-qc/0507014, S2CID 24225193)
- Frans Pretorius, « Binary Black Hole Coalescence », dans Monica Colpi, Piergiorgio Casella, Vittorio Gorini, Ugo Moschella, Andrea Possenti (éditeurs), Physics of Relativistic Objects in Compact Binaries: from Birth to Coalescence, Springer, coll. « Astrophysics and Space Science Library », 2009, 378 p. (ISBN 978-1-4020-9264-0), p. 305-369.
- Steven Gubser et Frans Pretorius, The little book of black holes, Princeton University Press, coll. « Science Essentials », 2017, 200 p. (ISBN 9780691163727).